# Новолинейный район
Новолине́йный райо́н — административное подразделение в составе Оренбургской губернии, образованное в 1835—1837 годах вслед за переносом в степь Оренбургской укреплённой линии (отсюда название), когда к губернии отошла значительная территория, пригодная к земледелию.

## История
В 30-х годах XIX века по высочайшему повелению императора Николая I началось заселение участка степи между Орской и Троицкой крепостями и городом Верхнеуральском Оренбургской губернии. Жившие на этой территории казахи были выселены.
На первом этапе пограничная линия с верховий Яика и Уя была перенесена вглубь киргиз-кайсацких степей. Спрямлённый участок границы между крепостями Троицкая и Орская стали называть новой линией. Устройство новой линии началось с укреплённых военных поселений: Михайловское, Императорское, Павловское, Наследницкое, Атамановское, Андреевское, Княженское, Николаевское, Георгиевское, Еленинское, Анненское, Владимирское, Александровское, Натальинское, Алексеевское… эти поселения были созданы к концу 1837 года.
В 1842—1843 годах на внутреннюю территорию, получившую наименование Новолинейного района, стали переселять русских крестьян центральных и южных (ныне Украина) губерний с переводом их в казачье сословие, башкир, нагайбаков, казаков внутренних станиц и калмыков упраздненного Ставропольского калмыкского войска. Под новые поселения было выбрано 32 удобных участка. Первое время посёлки числились под номерами, но к концу 1843 года при оренбургском генерал-губернаторе В. А. Обручеве вышло положение, которое предписывало всем новым казачьим поселениям присвоить названия в память о событиях из военной истории страны, военных сражениях, в которых оренбургское казачество принимало активное участие.
| № участка | Название посёлка | Происхождение названия                                | Современное название и административная принадлежность             |
| --------- | ---------------- | ----------------------------------------------------- | ------------------------------------------------------------------ |
| 1         | Кассель          | в память сражения у Касселя (1813 год)                | пос. Кассельский (Нагайбакский район, Челябинская область)         |
| 2         | Остроленская     | в память сражения под Остроленкой                     | пос. Остроленский (Нагайбакский район)                             |
| 3         | Фершампенуаз     | в память сражения при Фер-Шампенаузе                  | село Фершампенуаз (административный центр Нагайбакского района)    |
| 4         | Париж            | в память пребывания русских войск в Париже (1814 год) | село Париж (Нагайбакский район)                                    |
| 5         | Великопетровская | в честь Петра Великого                                | село Великопетровка (Карталинский район, Челябинская область)      |
| 6         | Полтавский       | в память Полтавской битвы                             | в составе г. Карталы (административный центр Карталинского района) |
| 7         | Елизаветинская   |                                                       | село Елизаветинка (Адамовский район, Оренбургская область)         |
| 8         | Требия           | в память битвы при Треббии                            | пос. Требиятский (Нагайбакский район)                              |
| 9         | Кацбах           | в память сражения на реке Кацбах                      | пос. Кацбахский (Кизильский район, Челябинская область)            |
| 10        | Полоцкая         | в память сражения 26 июля 1812 года                   | село Полоцкое (Кизильский район)                                   |
| 11        | Нови             | в память сражения при Нови                            | пос. Новинка (Кизильский район)                                    |
| 12        | Рымникская       | в память сражения при Рымнике                         | пос. Рымникский (Брединский район, Челябинская область)            |
| 13        | Бреда            | в память сражения под Бредой (1813 год)               | пос. Бреды (административный центр Брединского района)             |
| 14        | Аландская        | в память                                              | село Аландское (Кваркенский район, Оренбургская область)           |
| 15        | Бриент           | в память                                              | пос. Бриент (Кваркенский район)                                    |
| 16        | Кваркен          | в память сражения в проливе Кваркен (1809 год)        | село Кваркено (административный центр Кваркенского района)         |
| 17        | Андрианополь     | в память об Адрианопольском мирном договоре           | село Aндрианополь (Кваркенский район)                              |
| 18        | Кульм            | в память сражения по Кульмом                          | село Кульма (Кваркенский район)                                    |
| 19        | Измаильская      | в память штурма Измаила                               | пос. Измайловский (Кизильский район)                               |
| 20        | Браиловская      | в память битвы под Браиловом                          | пос. Браиловский (Кизильский район)                                |
| 21        | Наваринская      | в память Наваринского сражения                        | пос. Наваринка (Агаповский район, Челябинской области)             |
| 22        | Варшавская       | в память взятия Варшавы                               | пос. Варшавка (Карталинский район)                                 |
| 23        | Краснинская      | в память сражения под Красным                         | пос. Краснинский (Верхнеуральский район, Челябинская область)      |
| 24        | Арси             | в память сражения при Арси-сюр-Обе                    | пос. Арсинский (Нагайбакский район)                                |
| 25        | Березнинская     | в память сражения на Березине                         | пос. Березинский (Чесменский район, Челябинская область)           |
| 26        | Бородинская      | в память Бородинского сражения                        | село Бородиновка (Варненский район, Челябинская область)           |
| 27        | Чесминская       | в память Чесменского сражения                         | село Чесма (административный центр Чесменского района)             |
| 28        | Тарутинская      | в память Тарутинского боя                             | село Тарутино (Чесменский район)                                   |
| 29        | Лейпциг          | в память Битвы народов под Лейпцигом                  | село Лейпциг (Варненский район)                                    |
| 30        | Варна            | в память взятия крепости Варна                        | село Варна (административный центр Варненского района)             |
| 31        | Куликовская      | в память                                              | пос. Куликовcкий (Нагайбакский район)                              |
| 32        | Берлин           | в память взятия Берлина в 1760 и 1813 годах           | село Берлин (Троицкий район, Челябинская область)                  |

Эту группу населённых пунктов сейчас часто называют «малой Европой» или «уральской Европой».